# Wanpai (sockenhuvudort i Kina, Zhejiang Sheng, lat 27,35, long 119,92)
Wanpai (kinesiska: 上排, 万排乡) är en sockenhuvudort i Kina. Den ligger i provinsen Zhejiang, i den östra delen av landet, omkring 320 kilometer söder om provinshuvudstaden Hangzhou. Antalet invånare är 2 055. Befolkningen består av 933 kvinnor och 1 122 män. Barn under 15 år utgör 22,0 %, vuxna 15-64 år 62 %, och äldre över 65 år 15,0 %.
Runt Wanpai är det tätbefolkat, med 276 invånare per kvadratkilometer. Närmaste större samhälle är Shiyang, 3,4 km nordväst om Wanpai. I omgivningarna runt Wanpai växer i huvudsak blandskog.
Genomsnittlig årsnederbörd är 2 199 millimeter. Den regnigaste månaden är juni, med i genomsnitt 339 mm nederbörd, och den torraste är oktober, med 63 mm nederbörd.